# Carl Reiner
Carl Reiner (Bronx, New York, 20. ožujka 1922. – Beverly Hills, 29. lipnja 2020.) bio je američki glumac, filmski redatelj, producent, pisac i komičar. Bio je poznat kao otac uglednog glumca i režisera Roba Reinera, oženjen je za Estelle Lebost Reiner. Dobitnik je devet Emmyja, te je rekorder u povijesti te nagrade.
Rođen je u njujorškom Bronxu a školovao se na Diplomatskoj školi američkog sveučilišta Georgetown. Za vrijeme Drugog svjetskog rata je služio u američkoj vojsci.
Godine 2001. Reiner je tumačio lik Saula Blooma u filmu Stevena Soderbergha Oceanovih jedanaest.

## Filmografija
- 2003. - Good Boy! (Shep (glas))
- 2004. - Father of the Pride (Sarmoti (glas))